# ジグムント・ディガット
ジグムント・ディガット（ポーランド語: Zygmunt Dygat, 1894年10月4日 - 1977年10月14日）は、ポーランド出身のピアノ奏者。

## 経歴
1894年、クラクフ大公国・クラクフで生まれた。幼少時よりクララ・ツォップ＝ウムラウフォヴァに師事してピアノを学び、1907年からクラクフ音楽院に入学してピアノを専攻した。また1917年にはヤギェウォ大学で哲学と歴史学を学んだ。その後、ウィーンに留学し、ウィーン音楽院のイェルジ・ラレヴィッツのクラスでピアノを学ぶ一方で、エミール・フォン・ザウアーの薫陶も受けた。1919年にはウィーン音楽院を首席で卒業。
1920年からパリを中心に演奏活動を行うようになったが、1925年にはワルシャワに行ってワルシャワ・フィルハーモニー管弦楽団の演奏会に出演した。1928年にアメリカに演奏旅行に出かけた際には、イグナツィ・パデレフスキの知己を得、1939年までパデレフスキに教えを乞うた。第二次世界大戦中は、ポーランド音楽活動機構の共同設立者に名を連ねつつ、フランスを本拠に演奏活動を展開した。
戦後は1958年からパリのラフマニノフ音楽院で教鞭をとった。1960年に演奏活動から引退し、1977年にパリに没した。